# Pallacanestro Reggiana 2001-2002
La Pallacanestro Reggiana 2001-2002, sponsorizzata Bipop Carire, ha preso parte al campionato professionistico italiano di Legadue.

## Verdetti
- Legadue:
  - stagione regolare: 1º posto su 14 squadre (27-9);
  - playoff: eliminazione in finale contro Napoli (2-3).

## Roster
| Giocatori |
| --------- |

|    | Naz.                                  | Ruolo | Sportivo             | Anno | Alt. | Peso |  |
| -- | ------------------------------------- | ----- | -------------------- | ---- | ---- | ---- |  |
| 5  | Italia (bandiera)                     | P     | Marco Carra          | 1980 | 185  | 78   |  |
| 6  | Italia (bandiera)                     | A     | Angelo Gigli         | 1983 | 207  | 94   |  |
| 7  | Italia (bandiera)                     | A     | Sandro Dell'Agnello  | 1961 | 203  | 97   |  |
| 8  | Italia (bandiera)                     | AC    | Luca Infante         | 1982 | 204  | 95   |  |
| 9  | Finlandia (bandiera)                  | P     | Teemu Rannikko       | 1980 | 188  | 88   |  |
| 10 | Stati Uniti (bandiera)                | C     | Albert Burditt       | 1972 | 205  | 106  |  |
| 11 | Italia (bandiera)                     | AC    | Alessandro Cittadini | 1979 | 206  | 91   |  |
| 13 | Stati Uniti (bandiera)                | G     | Alvin Young          | 1975 | 188  | 85   |  |
| 14 | Italia (bandiera) · Egitto (bandiera) | C     | Houssam Gamal        | 1983 | 207  | 108  |  |
| 15 | Stati Uniti (bandiera)                | GA    | Kris Clack           | 1977 | 193  | 95   |  |
| 16 | Italia (bandiera)                     | A     | Luca Gamba           | 1975 | 194  | 92   |  |

| Staff tecnico                  |
| ------------------------------ |
| Allenatore: Franco Marcelletti |

| Giocatori acquisiti a stagione in corso |
| --------------------------------------- |

|   | Naz.              | Ruolo | Sportivo                          | Anno | Alt. | Peso |  |
| - | ----------------- | ----- | --------------------------------- | ---- | ---- | ---- |  |
| 4 | Italia (bandiera) | P     | Ferdinando Gentile dal 30 gennaio | 1967 | 190  | 85   |  |

| Giocatori ceduti a stagione in corso |
| ------------------------------------ |

|    | Naz.              | Ruolo | Sportivo                           | Anno | Alt. | Peso |  |
| -- | ----------------- | ----- | ---------------------------------- | ---- | ---- | ---- |  |
| 12 | Italia (bandiera) | PG    | Filippo Masoni fino all'11 gennaio | 1982 | 188  | 81   |  |

Legaduebasket: Dettaglio statistico